# Valerie Bridgens
Valerie Bridgens ist eine ehemalige südafrikanische Squashspielerin.

## Karriere
Valerie Bridgens spielte insbesondere in den 1970er-Jahren auf der WSA World Tour. 1979 stand sie im Hauptfeld der Weltmeisterschaft und erreichte das Achtelfinale, in dem sie Vicki Hoffman in drei Sätzen unterlag. Im Jahr zuvor gewann Bridgens die erstmals ausgetragenen südafrikanischen Landesmeisterschaften. 

## Erfolge
- Südafrikanische Meisterin: 1978